# Christoph Kramer
Christoph Kramer (Solingen, Alemania, 19 de febrero de 1991) es un futbolista alemán que juega como centrocampista y se encuentra sin equipo tras abandonar el Borussia Mönchengladbach.

## Selección nacional
Su debut internacional con la selección absoluta de Alemania fue el 13 de mayo de 2014 en Hamburgo, en un amistoso contra Polonia que terminó 0-0. Un día después de este partido, Joachim Löw incluyó a Kramer en la lista preliminar de 30 jugadores para la Copa Mundial de Fútbol de 2014 en Brasil, quitando de la lista a André Hahn por razones técnicas. Fue ratificado entre los 23 jugadores que viajaron a Brasil el 2 de junio.
Hizo su debut en la Copa del Mundo en el partido que enfrentó a Alemania contra Argelia en los octavos de final, entrando desde el banquillo a los 109 minutos. 
Kramer fue titular en la final de la Copa del Mundo de 2014, debido a una lesión de Sami Khedira en el calentamiento previo al encuentro. Sin embargo, se vio obligado a abandonar el partido en la primera mitad, después de recibir un golpe en la cabeza, y André Schürrle entró en su lugar. Más tarde, se reveló que sufrió una conmoción cerebral debido a un choque con el defensa argentino Ezequiel Garay. El árbitro del encuentro, Nicola Rizzoli, admitió que poco después del choque, Kramer se le acercó y le preguntó: «árbitro, ¿esta es la final?», Rizzoli pensó que se trataba de una broma y le pidió que le repitiera la pregunta. Al responderle afirmativamente, Kramer contestó: «gracias, es importante saberlo». Rizzoli habló con Bastian Schweinsteiger para sustituir a Kramer, y el cambio se produjo 14 minutos más tarde.
Kramer disputó un total de 12 partidos, sumando un total de 463 minutos con la selección alemana entre partidos mundialistas, eliminatorias y amistosos.

### Participaciones en Copas del Mundo
| Mundial                        | Sede   | Resultado | Partidos | Goles |
| ------------------------------ | ------ | --------- | -------- | ----- |
| Copa Mundial de Fútbol de 2014 | Brasil | Campeón   | 3        | 0     |

## Estadísticas

### Clubes
Actualizado al último partido disputado el 24 de febrero de 2024.
| Club                                | Div.          | Temporada     | Liga  | Liga  | Copas nacionales | Copas nacionales | Copas internacionales | Copas internacionales | Total | Total |
| Club                                | Div.          | Temporada     | Part. | Goles | Part.            | Goles            | Part.                 | Goles                 | Part. | Goles |
| ----------------------------------- | ------------- | ------------- | ----- | ----- | ---------------- | ---------------- | --------------------- | --------------------- | ----- | ----- |
| Bayer Leverkusen II · Alemania      | 4.ª           | 2009-10       | 1     | 0     | ―                | ―                | ―                     | ―                     | 1     | 0     |
| Bayer Leverkusen II · Alemania      | 4.ª           | 2010-11       | 26    | 0     | ―                | ―                | ―                     | ―                     | 26    | 0     |
| Bayer Leverkusen II · Alemania      | Total club    | Total club    | 27    | 0     | 0                | 0                | 0                     | 0                     | 27    | 0     |
| VfL Bochum · Alemania               | 2.ª           | 2011-12       | 32    | 1     | 3                | 0                | ―                     | ―                     | 35    | 1     |
| VfL Bochum · Alemania               | 2.ª           | 2012-13       | 29    | 3     | 3                | 0                | ―                     | ―                     | 32    | 3     |
| VfL Bochum · Alemania               | Total club    | Total club    | 61    | 4     | 6                | 0                | 0                     | 0                     | 67    | 4     |
| VfL Bochum II · Alemania            | 4.ª           | 2012-13       | 1     | 0     | ―                | ―                | ―                     | ―                     | 1     | 0     |
| VfL Bochum II · Alemania            | Total club    | Total club    | 1     | 0     | 0                | 0                | 0                     | 0                     | 1     | 0     |
| Borussia Mönchengladbach · Alemania | 1.ª           | 2013-14       | 33    | 3     | 1                | 0                | ―                     | ―                     | 34    | 3     |
| Borussia Mönchengladbach · Alemania | 1.ª           | 2014-15       | 30    | 2     | 3                | 0                | 6                     | 0                     | 39    | 2     |
| Bayer Leverkusen · Alemania         | 1.ª           | 2015-16       | 28    | 0     | 4                | 0                | 12                    | 0                     | 44    | 0     |
| Bayer Leverkusen · Alemania         | Total club    | Total club    | 28    | 0     | 4                | 0                | 12                    | 0                     | 44    | 0     |
| Borussia Mönchengladbach · Alemania | 1.ª           | 2016-17       | 24    | 0     | 4                | 0                | 10                    | 0                     | 38    | 0     |
| Borussia Mönchengladbach · Alemania | 1.ª           | 2017-18       | 27    | 3     | 1                | 0                | ―                     | ―                     | 28    | 3     |
| Borussia Mönchengladbach · Alemania | 1.ª           | 2018-19       | 18    | 2     | 1                | 0                | ―                     | ―                     | 19    | 2     |
| Borussia Mönchengladbach · Alemania | 1.ª           | 2019-20       | 22    | 0     | 0                | 0                | 4                     | 0                     | 26    | 0     |
| Borussia Mönchengladbach · Alemania | 1.ª           | 2020-21       | 28    | 0     | 4                | 0                | 7                     | 0                     | 39    | 0     |
| Borussia Mönchengladbach · Alemania | 1.ª           | 2021-22       | 18    | 0     | 1                | 0                | ―                     | ―                     | 19    | 0     |
| Borussia Mönchengladbach · Alemania | 1.ª           | 2022-23       | 29    | 0     | 1                | 0                | ―                     | ―                     | 30    | 0     |
| Borussia Mönchengladbach · Alemania | 1.ª           | 2023-24       | 14    | 0     | 2                | 0                | ―                     | ―                     | 16    | 0     |
| Borussia Mönchengladbach · Alemania | Total club    | Total club    | 243   | 10    | 18               | 0                | 27                    | 0                     | 288   | 10    |
| Total carrera                       | Total carrera | Total carrera | 360   | 14    | 24               | 0                | 39                    | 0                     | 423   | 14    |

## Palmarés

### Títulos internacionales
| Título                 | Selección | Sede   | Año  |
| ---------------------- | --------- | ------ | ---- |
| Copa Mundial de Fútbol | Alemania  | Brasil | 2014 |

## Condecoraciones
| Distinción      | Año  |
| --------------- | ---- |
| Laurel de Plata | 2014 |